# スペースウォー (レジャック)
スペースウォー (英語: Space War) は、1979年にコナミ工業（現・コナミアミューズメント）により開発、レジャックより発売された、アーケードゲーム式コンピュータゲーム。ジャンルはシューティングゲームである。
このゲームのROM（アーケードゲーム基板）はデモ画面において、ゲーム内容が全く同じであるにもかかわらず、『スペースウォー』を表示するバージョンと『カメレオンアーミー』(Chameleon Army)を表示するバージョンが混在したが、現版では記事名を前者側としている。テーブル筐体の定価は48万円。

## フィーチャー（ルール・演出）

### 登場キャラクターとゲームのルール
ビーム砲
『スペースインベーダー』の砲台によく似た姿をしている。ボタンを押すとビームが伸び、後述の宇宙船に当たれば破壊。最長では相手側まで届く。相手のビーム砲に命中すれば破壊することが出来て1000点。先にビーム砲の持ち数（ゲーム開始時は5台。3000点で1台追加）がゼロになった方が負けになってゲームオーバー。ただしエネルギーのストック・消費という概念があり、一発撃つとエネルギーを消費。連発しようとするとエネルギーが大幅に減り、ほとんど撃てなくなってしまう。撃たないとエネルギーはたまって最大は100%。75%以上あればまた相手のビーム砲まで届く。ちなみに『カメレオンアーミー』のネーミングは、当時の人気アイドルだったピンク・レディーのヒット曲「カメレオン・アーミー」から、およびその伸びるビームがカメレオンの舌を連想させる事から。
宇宙船
ゲームが始まると、毎回両プレイヤーの間を漂う障害物。1プレイヤーから見て左へ流れるのは、アポロ計画の指令船のような横向き台形、右へ流れるのは、『スター・ウォーズ』のTIEファイターのようなH型。初期配置とスピードは常に同じで、撃つと一番近いものは最低10点、遠いものは最高70点。

### インベーダー基板の流用
『インベーダー』ブーム時の流れとして「タイトーの『インベーダー』用のアーケードゲーム基板を流用して、自社用のコピーゲームを作った」「ブーム終了後、コピーなり独自開発なり『インベーダー』時代の基板を流用して、新たなゲームを作った」の二点が挙げられるが、当ゲームはどちらも該当する。コナミの作った『インベーダー』亜流は、タイトーの『インベーダー』を少し改造した『スペースキング』で、当ゲームも『インベーダー』の改造である。
サウンドは『インベーダー』よりシンプルなゲーム内容に比例して少なく、『インベーダー』基板の8種類のサウンドのうち、4種類しか使われていない。このうち『インベーダー』と使用目的が違うのは1種類だけである。
- ビーム砲からの発射音（『インベーダー』ではUFOの飛行音に使われる）
- 敵の破壊音
- ビーム砲の破壊音
- 5000点取得によるビーム砲追加音

### 対戦ゲームとして
- テレビゲームのプレイ人数は、初期は『ポン』など二人対戦も見られたが、この当時は『ブロックくずし』『スペースインベーダー』の影響により100円で一人プレイ、200円で二人が遊んでも交互プレイする事実上の一人プレイが主流だった。そんな中で当ゲームは、100円で一人対CPU・二人対戦どちらも遊べる数少ないゲームであり、当時の二人対戦テレビゲームの代表格となった。二人対戦テレビゲームが他にも多数登場してくるのは、もう少し後の時代になる。
- 点数などのステータス表示は、通常のゲームでは一列あれば十分だが、このゲームでは『インベーダー』ブームで大量に出現したテーブル筐体で対戦を行うため、画面の両方向から1プレイヤーと2プレイヤーのステータスを見られるよう、上下両方から三段で構成されている。
- 終了時に"GAME OVER"の文字が徐々に出る演出も『インベーダー』と同じだが、これも両方向に同時表示される。

### その他
- デモ画面では画面に大きく「レジャック」と表示される。このためこのゲームの名を『レジャック』と勘違いしていたプレイヤーもいた。同時に同社の電話番号も表示されるが、市外局番が06と出るため、大阪市内であることが判る。もちろん現在は使われていない番号である。

## 関連作品
スペースレーザー（アイレム→後のアイレムソフトウェアエンジニアリング・アピエス）
キャラデザインが変更されているが、基本は『スペースウォー』と同じ。ただし『インベーダー』基板は特定の場所に特定の色しかつかなかったのに対し、アイレムの『IPMインベーダー』はライセンス生産でありながら、各キャラに固有の色がついている点が異なる。ゲーム自身のバリエーションとして、上部も下部も『スペースウォー』と同じビーム砲になっているバリエーションと、上部は2プレイヤーが代行できないUFO型キャラクターとなり、事実上の1プレイヤー限定ゲームとなっているバリエーションの二種類が存在する。
ミスターガンマン（ユニバーサルエンターテインメント）
モチーフが西部劇になっており、中間の障害物は左右に動くのでなく、固定されたサボテンとなっている。この他に画面を横切るインディアン（今風に言うとネイティブアメリカン）やならず者を撃つと高得点だが、ならず者は両手に二丁拳銃を持ち、弾を撃ってくる。
上記2ゲームはいずれも、『インベーダー』の亜流ゲームとして自社開発した基板からの改造である。
上記の他、画面上を動くキャラクターが多い割には、動きが簡単でプログラミングがしやすいため、BASICによるマイコン（後のパーソナルコンピューター）への移植も登場。MZ-80K/C版やPC-8000シリーズ版が存在した。アーケード版と異なり、動かない障害物が存在するなどのアレンジが施された移植も登場している。